# Jean Brossel

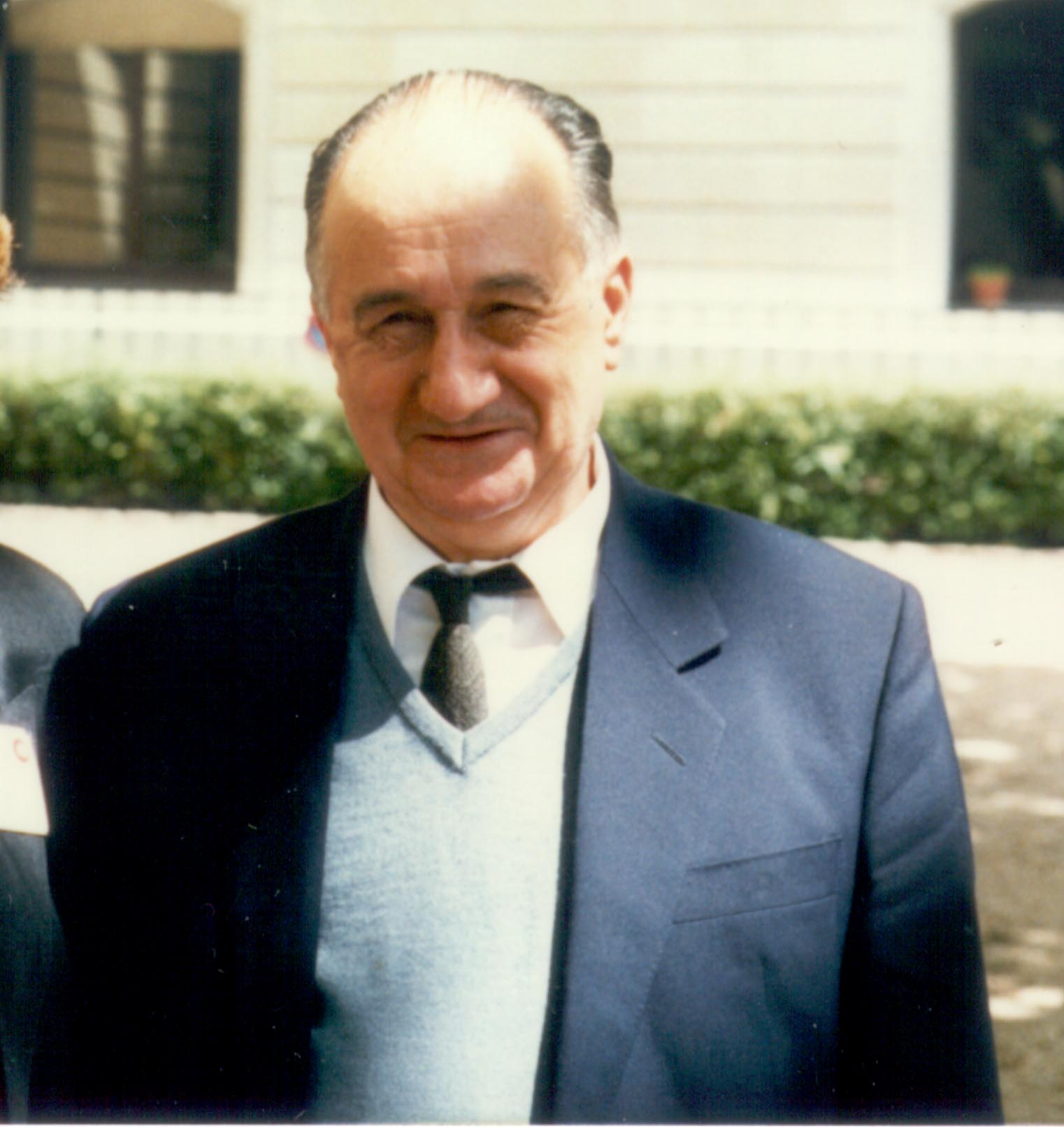
Jean Brossel, 1988

Jean Brossel (* 15. August 1918 in Périgueux; † 4. Februar 2003 ebenda) war ein französischer Physiker, der sich mit Atomphysik und Quantenoptik beschäftigte.
Brossel bestand die Aufnahmeprüfung für die École normale supérieure (ENS) 1938, war dann aber zunächst zwei Jahre Soldat. 1941 bis 1945 studierte er an der ENS bei Alfred Kastler und ging dann zur Gruppe von Tolansky in Manchester und bis 1951 zu Francis Bitter ans Massachusetts Institute of Technology (MIT). 1951 promovierte er in Paris bei Kastler mit einer Arbeit über die Anwendung der von ihm und Kastler entwickelten Doppelresonanzmethoden zum Studium der angeregten Zustände von Quecksilberatomen, die er am MIT ausgeführt hatte. Danach war er Attaché und dann Maitre de Recherche des CNRS. 1955 wurde er Professor an der Faculté des Sciences in Paris (später an der Universität Pierre und Marie Curie (Universität Paris VI)) und war außerdem zwölf Jahre 1973 bis 1985 lang Direktor der Physik-Fakultät der ENS. 1985 ging er an der Universität Paris in den Ruhestand.
Brossel ist für seine Untersuchungen des optischen Pumpens mit Alfred Kastler bekannt (Kastler erhielt dafür 1966 den Nobelpreis für Physik), mit dem er 1951 das spektroskopische Labor an der ENS gründete (Laboratoire de Spectroscopie Hertzienne), das heute Laboratoire Kastler-Brossel heißt. Er war dessen Co-Direktor und nach Kastlers Rücktritt 1972 Direktor.
In seinem Heimatort Périgueux ist ein Platz nach ihm benannt.
1960 erhielt er den Holweck-Preis, der von der englischen und französischen Physikalischen Gesellschaft abwechselnd an französische und englische Physiker verliehen wird (ähnlich wie der deutsche Max-Born-Preis). Seit 1977 war er Mitglied der französischen Akademie der Wissenschaften, deren Prix Ampère er erhielt. 1984 erhielt er die Goldmedaille der CNRS. Die Johannes Gutenberg-Universität Mainz verlieh ihm 1990 die Ehrendoktorwürde.